# Jardins Hastings
Pour les articles homonymes, voir Hastings.
Les Jardins Hastings (en maltais: Ġnien Hastings) sont un jardin public de La Valette, la capitale de Malte. 

## Description
Ils se trouvent dans la partie supérieure du Bastion Saint Jean et le Bastion Saint Michel, dans le côté ouest de la porte de la ville. Le jardin offre des vues sur Floriana, Msida, Sliema, et sur l'île Manoel. A l'intérieur du jardin existe un monument placé par la famille Hastings en honneur de Francis Rawdon-Hastings, marquis de Hastings, qui a été gouverneur de Malte. Hastings est mort en 1827 et il est enterré dans le jardin.

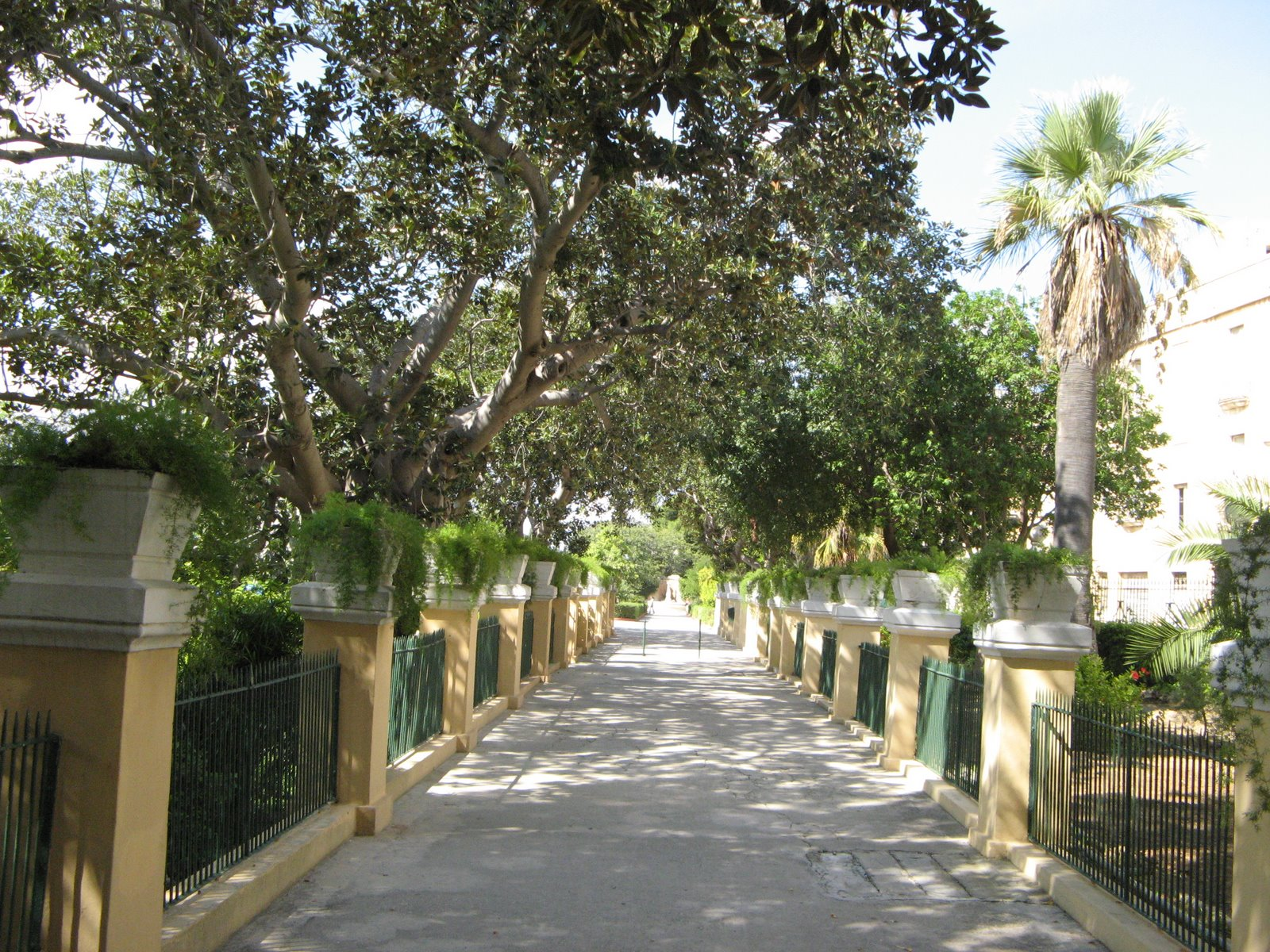
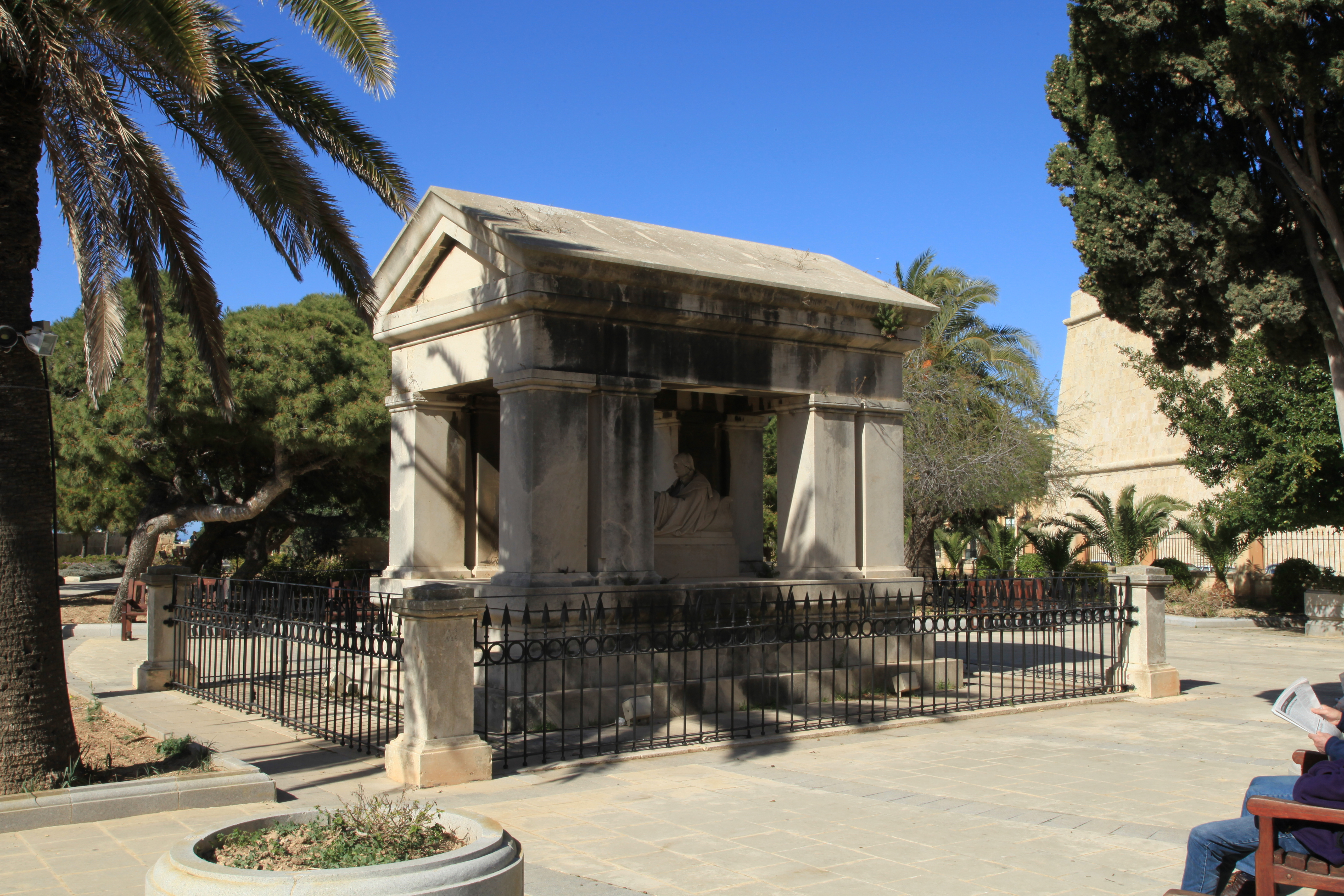
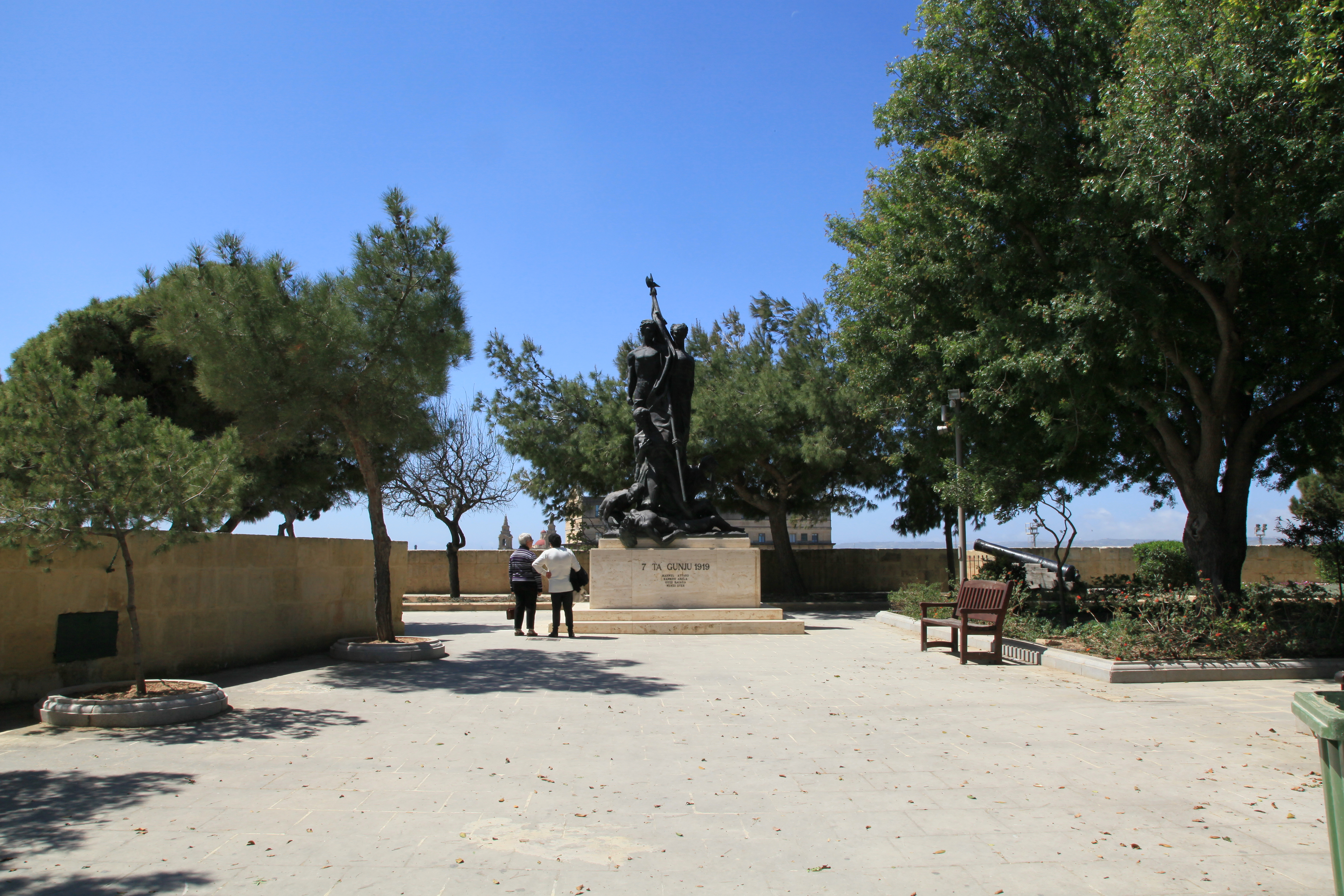
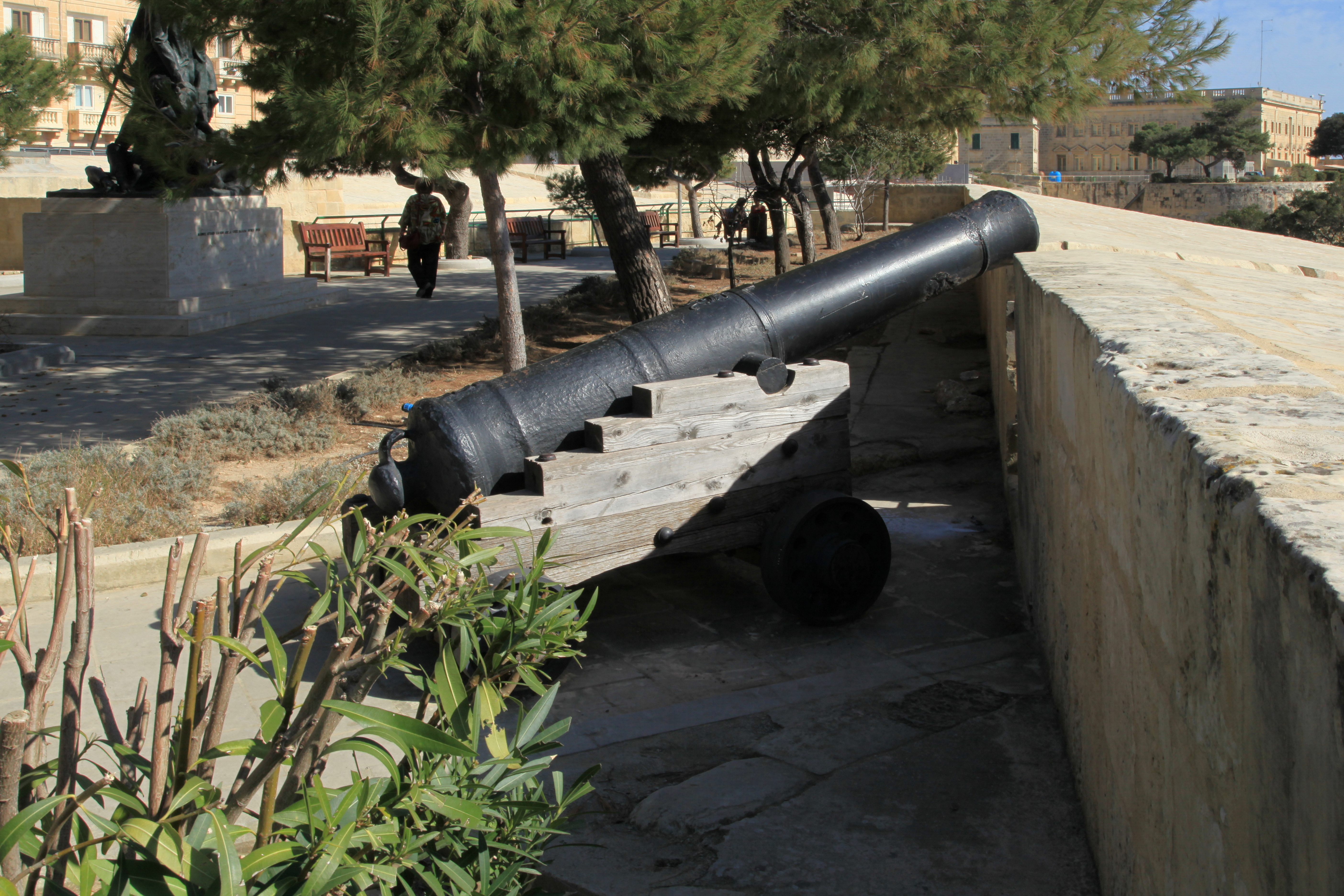

## Autour des jardins
Il y a une légende maltaise qui affirme que les Jardins ont été bâtis en seulement 4 heures. Cette légende vient du fait que les maltais sont très travailleurs. 
Le 22 décembre 2009, une Khatchkar (Croix de pierre) a été présentée dans les jardins Hastings par la communauté arménienne de Malte. La Croix a été faite spécialement en Arménie et livrée à Malte. Les membres du Parlement maltais, le maire de la Valette et d'autres invités ont assisté à la cérémonie.